# 二重標識水
二重標識水（にじゅうひょうしきすい、Doubly-Labeled water,DLW）とは、D(重水素)と18O(酸素-18)の二種類の安定同位体で標識された水（D218O）である。
これを飲ませた後尿中の同位体比を測ることで生体の消費エネルギー量を知ることが出来る。

## 原理
生物では重水素を含む水は水分子のまま汗や尿として排出される。一方酸素-18は代謝によって二酸化炭素となって排出されるものもある。
重水素と酸素-18の尿中の量の差を測定すればどの程度二酸化炭素として酸素-18が排出されたのか推測でき、二酸化炭素の排出量から好気性代謝の量を知ることが出来る。
（ただし自然界の水や空気中の酸素も重水素や酸素-18を含み、しかも場所によって量が異なるためこれを補正しなければならない。）

### 呼気中の二酸化炭素に酸素-18が含まれる理由
例えばグルコースが生体内で好気性代謝される時、物質の収支は次のようになる。
Ｃ6H12O6 +６O２ → 6 CO２+ 6 H2O 
一見、吸気中の酸素が二酸化炭素になったように見えるが、実際には以下の反応の組み合わせで成り立っている。
- 解糖系、クエン酸回路

Ｃ6H12O6 + 6 H2O → 6 CO２ + 24 H+ + 24 e－
ここで、グルコースと水の酸素原子が二酸化炭素の一部になることがわかる。
- 電子伝達系

6 O２ + 24 H+ + 24 e－ → 12 H2O
ミトコンドリアの電子伝達系により水が生成され、同時にエネルギー（ATP）が生じる。生成される水に含まれる酸素原子は元々は空気中にあったものである。

## 利点
- 被験者を拘束せずに代謝を測定できるː呼気中の二酸化炭素量を調べることで消費エネルギー量を測る方法もあるが、マスクを装着させるか部屋に閉じ込める必要があり、特に動物の代謝を調べる時に二重標識水法は有用である。

## 欠点
- 高価：二重標識水自体も安定同位体比質量分析計もどちらも高い[1]。
- 測定に高い技術が必要